# Carlos Enrique Restrepo Bermúdez

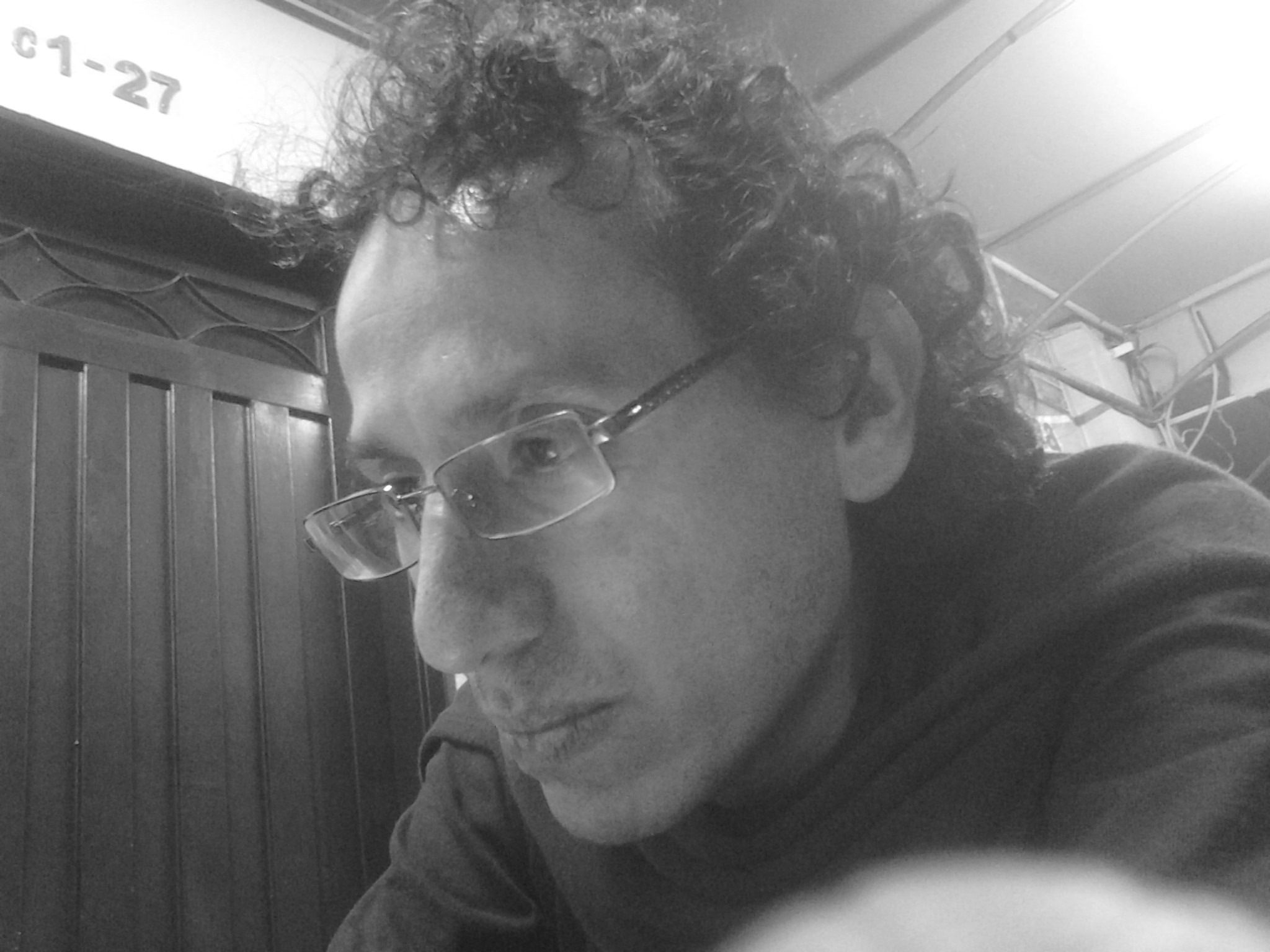
De los últimos registros fotográficos

Carlos Enrique Restrepo Bermúdez (Medellín, 18 de septiembre de 1975 – 26 de agosto de 2016) fue un filósofo y profesor colombiano. Su pensamiento y su obra filosófica transitan principalmente por los campos de la reflexión biopolítica, la fenomenología y la teología de la liberación.

## Vida y Pensamiento
Ejerciendo su tarea como profesor en la Universidad de Antioquia, manifestó un interés constante por la defensa y reapropiación social del conocimiento, la práctica de una filosofía en clave de liberación y la deconstrucción desde la donación y la solidaridad, de las relaciones de poder, autoridad, dominio y sometimiento que atraviesan los diferentes dispositivos e instituciones que conforman la sociedad actual, con un énfasis especial en el papel de la universidad desde su concepción histórica, política y económica. La apertura de espacios de pensamiento, de crítica y de acción que llevó a cabo a lo largo de su trayectoria, se materializaron por medio de la producción de libros tales como: La Remoción del Ser Archivado el 7 de mayo de 2019 en Wayback Machine.; Lo Social, Perspectivas Anexactas y el Manifiesto por la Uninómada (estos dos últimos escritos en compañía con Ernesto Hernández). También en la fundación y producción de revistas tales como Euphorion, Sé Cauto y Fundación Comunidad; en la colaboración de varios volúmenes del Anuario Colombiano de Fenomenología y del libro "Las Didácticas de la Filosofía"; La creación y dirección del grupo de investigación Filosofías de la Alteridad adscrito al Instituto de Filosofía de la Universidad de Antioquia, así como también espacios que estuvieron al margen de esta, como su colaboración desde la reflexión de la teología de la Liberación en el colectivo interdisciplinario Camilo Vive  encargado de mantener viva, la memoria y el legado del sacerdote, guerrillero y sociólogo colombiano Camilo Torres Restrepo. Así también lo fue la coordinación de uno de sus últimos proyectos vinculado a la Red de Universidad Nómada, que funcionaba como un proyecto político surgido en el escenario global de crisis de la universidad. En su definición, integra “investigación y militancia”, en la forma de una organización en Red (Italia, España, Francia, Brasil, Colombia), orientada a la “reapropiación" social del conocimiento y de los bienes comunes, invocando un espíritu heredado del marxismo, y puesto hoy en función de luchas transnacionales anticapitalistas (movimientos altermundialistas, antiglobalización o antisistémicos). Su actividad y sus formas de enseñar y compartir el conocimiento rompían con los esquemas ortodoxos y tradicionales en los que ha caído la filosofía institucional del presente, pues sus métodos iban desde el gesto y lo performático de sus clases y conferencias, hasta la filosofía concebida como ágape y comunidad en el abrazo, el respeto y la hospitalidad con sus estudiantes y colegas. Entre los filósofos que aparecen constantemente en sus reflexiones tenemos a Hegel, Nietzsche, Lévinas, Jean-Luc Marion, Derrida, Félix Guatari, Gilles Deleuze, Michel Foucault, Giorgio Agamben y Toni Negri entre otros. Murió el 26 de agosto de 2016 en la ciudad de Medellín.

## Universidad y Biopolítica

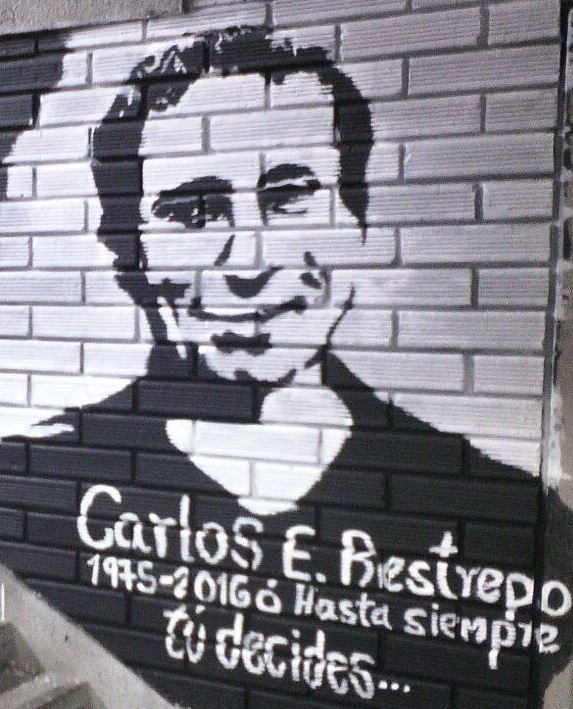
Mural de Carlos en el bloque 12 de la UdeA

Según Carlos Enrique, en su texto Universidad y Biopolítica, Razones para las nuevas luchas estudiantiles, la Universidad entendida como dispositivo de generación y circulación de conocimiento, es a su vez atravesada en la actualidad por las fuerzas del poder biopolítico. De esta manera, al horizonte actual de la universidad se le presenta una doble tarea. Por una parte la de enfrentar los peligros que traen consigo los cálculos del poder biopolítico, cuando capturan las formas de la investigación y producción del conocimiento de la universidad, convirtiéndola meramente en un dispositivo para perfeccionar la tecnologías de control y producción, que a su vez alimentan la máquina económica actual en su forma de acumulación y privatización de los recursos sociales y naturales. Con lo cual, toda la producción de conocimiento que se efectúa en la universidad es condicionada a los intereses de lo privado o particular; yendo esto en contra de un conocimiento en pos de lo común, la libertad y lo humano que desde el carácter histórico de la universidad deberá desarrollarse en el marco de una investigación en la perspectiva de la incondicionalidad. Por otro parte, la otra tarea que debe enfrentar la universidad es la de crear espacios que deconstruyan las relaciones de poder que se ven implícitas sobre todo en este caso, en la dialéctica de maestro y alumno, relación que en la mayoría de veces, se ve atrapada por las lógicas de la dominación, replicando formas de autoridad y sometimiento que esterilizan la creatividad y la posibilidad de aparición del conocimiento en clave de lo incondicionado. De esta manera, las fronteras de la universidad deberán ser ensanchadas por una política de lo nomádico, lo abierto, la resistencia, la liberación y el calor de lo humano en las figuras del sabio aficionado, el autodidacta, el maestro y el discípulo

## Fenomenología y Giro Teológico[13]

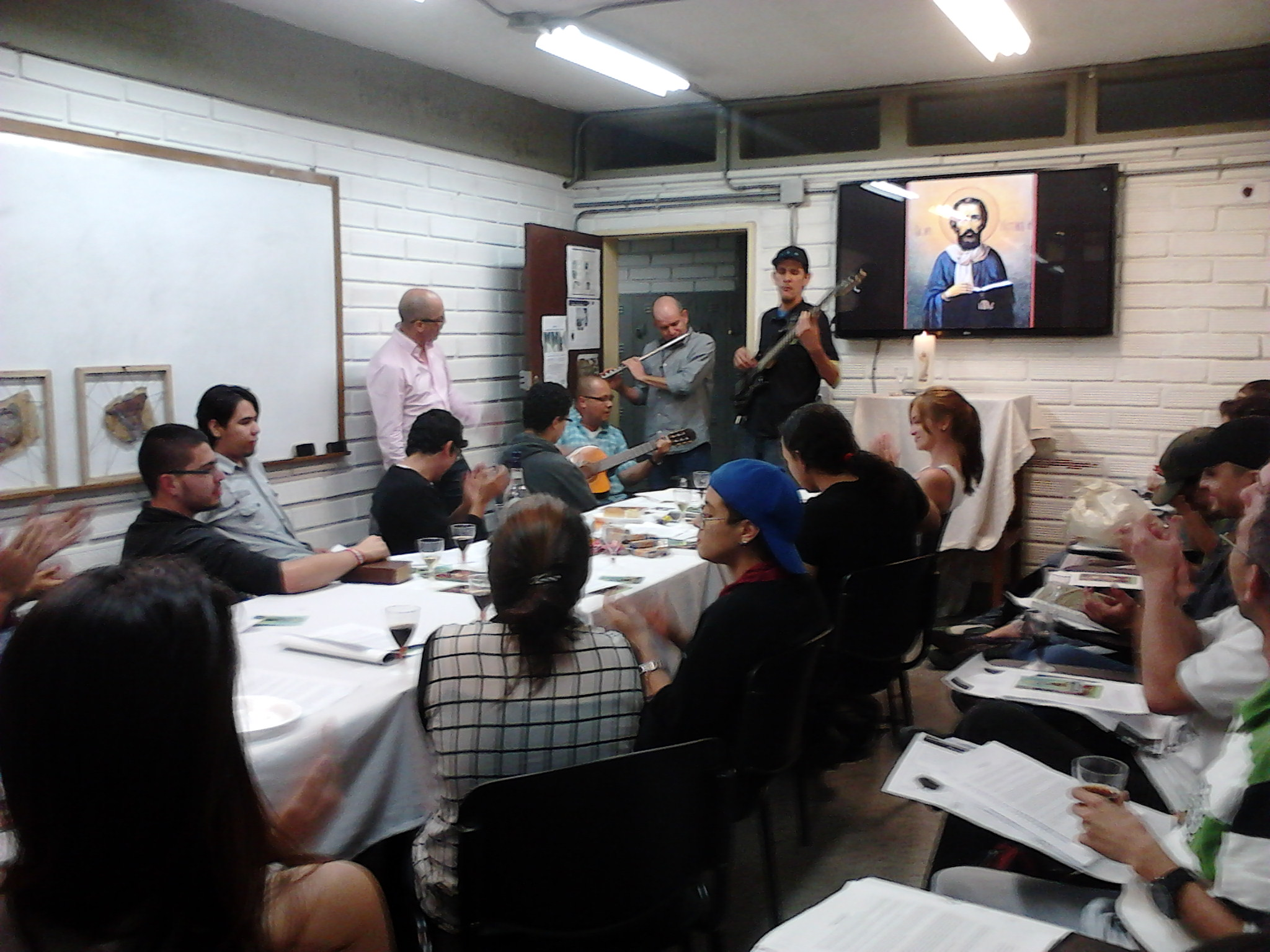
Celebración del día de San Justino, patrono de los filósofos

Sus aportes e intereses en el campo de la fenomenología, estuvieron atravesados por la superación de la filosofía de Martin Heidegger en lo que tiene que ver con la metafísica onto-teológica presente en la obra de este último. Dicha superación, se da efectivamente desde el acontecimiento del pensamiento que trae consigo el Giro teológico de la Fenomenología Francesa en cabeza de Emmanuel Lévinas, Jacqes Derrida, Michel Henry y Jean-Luc Marion. Basado sobre todo en el pensamiento de este último, es desde donde inspira la mayor parte de la investigación de la tesis doctoral que aparece en su libro sobre La Remoción del Ser, La superación teológica de la metafísica Archivado el 7 de mayo de 2019 en Wayback Machine.. En este libro se plantea la importancia que trae consigo la posibilidad del retorno a la pregunta y la experiencia de Dios, desligándose de un tratamiento conceptual del mismo, se encuentra con su acontecer fenomenológico en las fronteras mismas del aparecer, en el cruce de lo visible y lo invisible, del don como experiencia anterior a la intencionalidad de la conciencia en el horizonte que se abre con una postura decididamente ética y anterior a toda ontología. De esta manera, aparecen instancias o intensidades como la del Rostro en Lévinas, la de la Carne en Henry o la del Don, la Donación y el Icono en Derrida y Marion
Cabe resaltar a su vez, la importancia en este trabajo de la distinción que hace Marion del Icono frente al Ídolo, si se sabe desde el terreno de la filosofía de la absoluta centralidad que ocupa el concepto; se puede entonces relacionar a este último con la descripción que se hace del fenómeno del ídolo y la idolatría, lo cual impide, atrapa, agota, desgasta, la posibilidad de la emergencia de un pensamiento y una experiencia que vayan más allá del concepto y que permitan el encuentro con lo Otro, la Novedad, la Revelación, instancias que se relacionan por su parte en el movimiento propiciado por el acontecer del Icono, el cual es translúcido, remite siempre a otra cosa, no se agota en sí mismo. [cita requerida]
Teniendo en cuenta lo anterior, y al considerar a su vez que la amenaza del Ídolo se presenta de una forma tal vez más patente en el terreno de la política y la economía, se ve como necesaria su insistencia en señalar la necesidad de un pensamiento que se posicione desde el horizonte de la alteridad y lo nomádico, un pensamiento que haga emerger a su vez las posibilidades de una praxis filosófica que sea capaz de resistir, luchar, huir, liberar, crear.[cita requerida]

## Teología de la Liberación
En su texto Consideraciones Sobre el Dominio del Mundo, además de que se hace patente su insistencia en la urgencia de girar hacia una reflexión teológica-política, es donde manifiesta sus afinidades con la teología de la liberación. Dicha insistencia lleva consigo una preocupación constante por un pensamiento que no descuida lo autóctono, la pregunta que históricamente aparece en el "desde dónde", que aparece en el reconocimiento de las luchas y devenires históricos que se han hecho desde el sur y lo latinoamericano y que evidencian la pluralidad de un pensamiento nomádico, en los territorios que albergan las contradicciones en las que se ve envuelta su carrera y su pensamiento. Para Carlos Enrique, la figura de lo suramericano, de un pensamiento desde el sur invocado a su vez por la posibilidad de ingresar en las sinergias que trae consigo el pensamiento teológico de la liberación, como concepto clave para entender la historia del pueblo latinoamericano, tornaba al pensamiento capaz de acudir a un lenguaje para enfrentar la gigantomaquia del capital desde las ideas de la construcción del Reino y las prácticas cristianas del amor al prójimo y la opción preferencial por el pobre.[cita requerida]